# Creve Coeur (Illinois)
Creve Coeur é uma vila localizada no estado americano de Illinois, no Condado de Tazewell.

## Demografia
Segundo o censo americano de 2000, a sua população era de 5448 habitantes.
Em 2006, foi estimada uma população de 5233, um decréscimo de 215 (-3.9%).

## Geografia
De acordo com o United States Census Bureau tem uma área de
11,5 km², dos quais 10,5 km² cobertos por terra e 1,0 km² cobertos por água.

## Localidades na vizinhança
O diagrama seguinte representa as localidades num raio de 8 km ao redor de Creve Coeur.